# 紅唇矮脂鯉
紅唇矮脂鯉為輻鰭魚綱脂鯉目琴脂鯉亞目複齒脂鯉科的其中一種，為熱帶淡水魚，被IUCN列為易危保育類動物，分布於非洲喀麥隆沙那加河流域，體長可達6.1公分，棲息在稀疏草原河川的急流區，生活習性不明。

## 扩展阅读
維基物種上的相關：紅唇矮脂鯉